# Squadra statunitense di Coppa Davis
La squadra statunitense di Coppa Davis rappresenta gli USA in Coppa Davis dal 1900. Gli Stati Uniti sono la squadra che ha ottenuto più successi nella competizione, avendo vinto la coppa in 32 occasioni, quattro in più dell'Australia che vanta 28 successi. Attualmente milita nel World Group.

## Organico 2024
Vengono di seguito illustrati i rispettivi convocati per ogni turno della Coppa Davis 2024. A sinistra dei nomi la nazione affrontata e il risultato finale. Fra parentesi accanto ai nomi, il ranking del giocatore nel momento della disputa degli incontri (la "d" indica che il ranking corrisponde alla specialità del doppio).
| Qualificazioni Gruppo Mondiale | Qualificazioni Gruppo Mondiale                                                                        |
| Colombia (4-0)                 | Taylor Fritz (9) Christopher Eubanks (32) Sebastian Korda (33) Rajeev Ram (3 d) Austin Krajicek (4 d) |
| ------------------------------ | --- |

| Gruppo Mondiale - Round Robin | Gruppo Mondiale - Round Robin | Gruppo Mondiale - Round Robin | Gruppo Mondiale - Round Robin                                                                                |
| Cile (3-0)                    | Slovacchia (3-0)              | Germania (2-1)                | Brandon Nakashima (40) Mackenzie McDonald (149) Reilly Opelka (309) Rajeev Ram (10 d) Austin Krajicek (29 d) |
| ----------------------------- | ----------------------------- | ----------------------------- | --- |

| Gruppo Mondiale - Fase finale | Gruppo Mondiale - Fase finale                                                              |
| Australia (1-2)               | Taylor Fritz (4) Tommy Paul (12) Ben Shelton (21) Rajeev Ram (30 d) Austin Krajicek (43 d) |
| ----------------------------- | ------------------------------------------------------------------------------------------ |

## Risultati
= Incontro del Gruppo Mondiale

### 2010-2019
| Anno | Turno                        | Data            | Sede               | Avversario    | Punteggio | Esito     |
| ---- | ---------------------------- | --------------- | ------------------ | ------------- | --------- | --------- |
| 2010 | Gruppo Mondiale, 1º turno    | 5-7 marzo       | Belgrado (SRB)     | Serbia        | 2–3       | Sconfitta |
| 2010 | Spareggi Gruppo Mondiale     | 17-19 settembre | Bogotà (COL)       | Colombia      | 3–1       | Vittoria  |
| 2011 | Gruppo Mondiale, 1º turno    | 4-6 marzo       | Santiago (CHI)     | Cile          | 4–1       | Vittoria  |
| 2011 | Gruppo Mondiale, Quarti      | 8-10 luglio     | Austin (USA)       | Spagna        | 1–3       | Sconfitta |
| 2012 | Gruppo Mondiale, 1º turno    | 10-12 febbraio  | Friburgo (SUI)     | Svizzera      | 5–0       | Vittoria  |
| 2012 | Gruppo Mondiale, Quarti      | 6-8 aprile      | Roccabruna (FRA)   | Francia       | 3–2       | Vittoria  |
| 2012 | Gruppo Mondiale, Semifinale  | 14-16 settembre | Gijón (ESP)        | Spagna        | 1–3       | Sconfitta |
| 2013 | Gruppo Mondiale, 1º turno    | 1-3 febbraio    | Jacksonville (USA) | Brasile       | 3–2       | Vittoria  |
| 2013 | Gruppo Mondiale, Quarti      | 5-7 aprile      | Boise (USA)        | Serbia        | 1–3       | Sconfitta |
| 2014 | Gruppo Mondiale, 1º turno    | 31 gen.-2 feb.  | San Diego (USA)    | Gran Bretagna | 1–3       | Sconfitta |
| 2014 | Spareggi Gruppo Mondiale     | 12-14 settembre | Chicago (USA)      | Slovacchia    | 5–0       | Vittoria  |
| 2015 | Gruppo Mondiale, 1º turno    | 6-8 marzo       | Glasgow (GBR)      | Gran Bretagna | 2–3       | Sconfitta |
| 2015 | Spareggi Gruppo Mondiale     | 18-20 settembre | Tashkent (UZB)     | Uzbekistan    | 3–1       | Vittoria  |
| 2016 | Gruppo Mondiale, 1º turno    | 4-6 marzo       | Melbourne (AUS)    | Australia     | 3–1       | Vittoria  |
| 2016 | Gruppo Mondiale, Quarti      | 15-17 luglio    | Beaverton (USA)    | Croazia       | 2–3       | Sconfitta |
| 2017 | Gruppo Mondiale, 1º turno    | 3-5 febbraio    | Birmingham (USA)   | Svizzera      | 5–0       | Vittoria  |
| 2017 | Gruppo Mondiale, Quarti      | 7-9 aprile      | Brisbane (AUS)     | Australia     | 2–3       | Sconfitta |
| 2018 | Gruppo Mondiale, 1º turno    | 2-4 febbraio    | Niš (SRB)          | Serbia        | 3–0       | Vittoria  |
| 2018 | Gruppo Mondiale, Quarti      | 6-8 aprile      | Nashville (USA)    | Belgio        | 4–0       | Vittoria  |
| 2018 | Gruppo Mondiale, Semifinale  | 14-16 settembre | Zara (HRV)         | Croazia       | 2–3       | Sconfitta |
| 2019 | Gruppo Mondiale, Round Robin | 19 novembre     | Madrid (ESP)       | Canada        | 1–2       | Sconfitta |
| 2019 | Gruppo Mondiale, Round Robin | 20 novembre     | Madrid (ESP)       | Italia        | 2–1       | Vittoria  |

### 2020-2029
| Anno | Turno                             | Data         | Sede           | Avversario  | Punteggio | Esito     |
| ---- | --------------------------------- | ------------ | -------------- | ----------- | --------- | --------- |
| 2020 | Qualificazioni Gruppo Mondiale    | 6-7 marzo    | Honolulu (USA) | Uzbekistan  | 4–0       | Vittoria  |
| 2020 | Gruppo Mondiale, Round Robin      | 26 novembre  | Torino (ITA)   | Italia      | 1–2       | Sconfitta |
| 2020 | Gruppo Mondiale, Round Robin      | 28 novembre  | Torino (ITA)   | Colombia    | 1–2       | Sconfitta |
| 2022 | Qualificazioni Gruppo Mondiale    | 4-5 marzo    | Reno (USA)     | Colombia    | 4–0       | Vittoria  |
| 2022 | Gruppo Mondiale, Round Robin      | 14 settembre | Glasgow (GBR)  | Regno Unito | 2–1       | Vittoria  |
| 2022 | Gruppo Mondiale, Round Robin      | 15 settembre | Glasgow (GBR)  | Kazakistan  | 2–1       | Vittoria  |
| 2022 | Gruppo Mondiale, Round Robin      | 17 settembre | Glasgow (GBR)  | Paesi Bassi | 1–2       | Sconfitta |
| 2022 | Gruppo Mondiale, Quarti di finale | 24 novembre  | Malaga (ESP)   | Italia      | 1–2       | Sconfitta |
| 2023 | Qualificazioni Gruppo Mondiale    | 3-4 febbraio | Tashkent (UZB) | Uzbekistan  | 4–0       | Vittoria  |
| 2023 | Gruppo Mondiale, Round Robin      | 13 settembre | Spalato (HRV)  | Croazia     | 2–1       | Vittoria  |
| 2023 | Gruppo Mondiale, Round Robin      | 14 settembre | Spalato (HRV)  | Paesi Bassi | 1–2       | Sconfitta |
| 2023 | Gruppo Mondiale, Round Robin      | 16 settembre | Spalato (HRV)  | Finlandia   | 0–3       | Sconfitta |
| 2024 | Qualificazioni Gruppo Mondiale    | 1-2 febbraio | Vilnius (LTU)  | Ucraina     | 4–0       | Vittoria  |
| 2024 | Gruppo Mondiale, Round Robin      | 11 settembre | Zhuhai (CHN)   | Cile        | 3–0       | Vittoria  |
| 2024 | Gruppo Mondiale, Round Robin      | 13 settembre | Zhuhai (CHN)   | Slovacchia  | 3–0       | Vittoria  |
| 2024 | Gruppo Mondiale, Round Robin      | 14 settembre | Zhuhai (CHN)   | Germania    | 2–1       | Vittoria  |
| 2024 | Gruppo Mondiale, Quarti fi finale | 21 novembre  | Malaga (ESP)   | Australia   | 1–2       | Sconfitta |

## Statistiche giocatori
Di seguito la classifica dei tennisti statunitensi con almeno una partecipazione in Coppa Davis, ordinati in base al numero di vittorie. In caso di parità si tiene conto del maggior numero di incontri disputati; in caso di ulteriore parità viene dato più valore agli incontri in singolare; come quarto e ultimo criterio viene considerata la data d'esordio. Evidenziati quelli tuttora in attività.

Aggiornato alla fase a gironi della Coppa Davis 2025 (Taiwan-Stati Uniti 0-4).
| #  | Tennista            | Singolare | Doppio | Totale |
| -- | ------------------- | --------- | ------ | ------ |
| 1  | John McEnroe        | 41-8      | 18-2   | 59-10  |
| 2  | Victor Elias Seixas | 24-12     | 14-5   | 38-17  |
| 3  | Stan Smith          | 15-4      | 20-3   | 35-7   |
| 4  | Bill Tilden         | 25-5      | 9-2    | 34-7   |
| 5  | Andy Roddick        | 33-12     | 0-0    | 33-12  |
| 6  | Wilmer Allison      | 18-10     | 14-2   | 32-12  |
| 7  | Bob Bryan           | 4-2       | 26-5   | 30-7   |
| 8  | Andre Agassi        | 30-6      | 0-0    | 30-6   |
| 9  | Chuck McKinley      | 16-6      | 13-3   | 29-9   |
| 10 | John Van Ryn        | 7-1       | 22-2   | 29-3   |
| 11 | Arthur Ashe         | 27-5      | 1-1    | 28-6   |
| 12 | Mike Bryan          | 0-1       | 28-5   | 28-6   |
| 13 | Tony Trabert        | 16-5      | 11-3   | 27-8   |
| 14 | Dennis Ralston      | 14-5      | 11-4   | 25-9   |
| 15 | Don Budge           | 19-2      | 6-2    | 25-4   |
| 16 | Barry MacKay        | 17-7      | 5-2    | 22-9   |
| 17 | James Blake         | 18-11     | 3-1    | 21-12  |
| 18 | Hamilton Richardson | 17-1      | 3-1    | 20-2   |
| 19 | Pete Sampras        | 15-8      | 4-1    | 19-9   |
| 20 | Frank Shields       | 16-6      | 3-0    | 19-6   |
| 21 | George Lott         | 7-4       | 11-0   | 18-4   |
| 22 | Bill Johnston       | 14-3      | 4-0    | 18-3   |
| 23 | John Isner          | 15-13     | 2-0    | 17-13  |
| 24 | Jim Courier         | 16-10     | 1-0    | 17-10  |
| 25 | Todd Martin         | 11-8      | 5-6    | 16-14  |
| 26 | Clark Graebner      | 11-2      | 5-2    | 16-4   |
| 27 | Tut Bartzen         | 15-0      | 1-0    | 16-0   |
| 28 | Bob Lutz            | 1-0       | 14-2   | 15-2   |
| 29 | John Hennessey      | 11-2      | 3-0    | 14-2   |
| 30 | Peter Fleming       | 0-0       | 14-1   | 14-1   |
| 31 | Ted Schroeder       | 11-3      | 2-3    | 13-6   |
| 32 | Ellsworth Vines     | 13-3      | 0-0    | 13-3   |
| 33 | Sam Querrey         | 10-9      | 2-0    | 12-9   |
| 34 | Maurice McLoughlin  | 9-4       | 3-4    | 12-8   |
| 35 | Jack Sock           | 4-3       | 8-3    | 12-6   |
| 36 | Erik Van Dillen     | 1-3       | 11-3   | 12-6   |
| 37 | Frank Parker        | 12-2      | 0-0    | 12-2   |
| 38 | Herbie Flam         | 10-2      | 2-0    | 12-2   |
| 39 | Mardy Fish          | 7-7       | 4-1    | 11-8   |
| 40 | Vitas Gerulaitis    | 11-3      | 0-0    | 11-3   |
| 41 | Gardnar Mulloy      | 3-0       | 8-3    | 11-3   |
| 42 | Rajeev Ram          | 0-0       | 11-3   | 11-3   |
| 43 | Ken Flach           | 0-0       | 11-2   | 11-2   |
| 44 | Brad Gilbert        | 10-5      | 0-0    | 10-5   |
| 45 | Cliff Richey        | 10-3      | 0-0    | 10-3   |
| 46 | Jimmy Connors       | 10-3      | 0-0    | 10-3   |
| 47 | Norris Williams     | 6-3       | 4-0    | 10-3   |
| 48 | Robert Seguso       | 0-0       | 10-2   | 10-2   |
| 49 | Beals Wright        | 6-4       | 3-3    | 9-7    |
| 50 | William Larned      | 9-5       | 0-0    | 9-5    |
| 51 | Harold Solomon      | 9-4       | 0-0    | 9-4    |

| #   | Tennista           | Singolare | Doppio | Totale |
| --- | ------------------ | --------- | ------ | ------ |
| 52  | Roscoe Tanner      | 9-4       | 0-0    | 9-4    |
| 53  | Bill Talbert       | 2-0       | 7-1    | 9-1    |
| 54  | Sidney Wood        | 5-6       | 3-0    | 8-6    |
| 55  | Tom Gorman         | 7-5       | 1-0    | 8-5    |
| 56  | Michael Chang      | 8-4       | 0-0    | 8-4    |
| 57  | Bryan Grant        | 8-2       | 0-0    | 8-2    |
| 58  | Brian Gottfried    | 6-7       | 1-0    | 7-7    |
| 59  | Holcombe Ward      | 3-4       | 4-3    | 7-7    |
| 60  | Rick Leach         | 0-1       | 7-3    | 7-4    |
| 61  | Taylor Fritz       | 7-3       | 0-0    | 7-3    |
| 62  | Sam Giammalva      | 4-1       | 3-2    | 7-3    |
| 63  | Marty Riessen      | 3-1       | 4-2    | 7-3    |
| 64  | Jack Kramer        | 6-0       | 1-2    | 7-2    |
| 65  | Alex Olmedo        | 5-1       | 2-1    | 7-2    |
| 66  | Austin Krajicek    | 0-0       | 7-2    | 7-2    |
| 67  | Aaron Krickstein   | 6-4       | 0-0    | 6-4    |
| 68  | Jon Douglas        | 5-3       | 1-0    | 6-3    |
| 69  | Butch Buchholz     | 3-1       | 3-2    | 6-3    |
| 70  | Richey Reneberg    | 1-0       | 5-3    | 6-3    |
| 71  | Gene Mako          | 0-1       | 6-2    | 6-3    |
| 72  | Charlie Pasarell   | 3-0       | 3-1    | 6-1    |
| 73  | Lester Stoefen     | 3-0       | 3-0    | 6-0    |
| 74  | Jim Pugh           | 0-0       | 6-0    | 6-0    |
| 75  | Rey Garrido        | 4-9       | 1-4    | 5-13   |
| 76  | Tommy Paul         | 5-3       | 0-2    | 5-5    |
| 77  | Dick Stockton      | 4-3       | 1-2    | 5-5    |
| 78  | Eliot Teltscher    | 5-4       | 0-0    | 5-4    |
| 79  | Steve Johnson      | 1-3       | 4-0    | 5-3    |
| 80  | Ryan Harrison      | 2-2       | 3-0    | 5-2    |
| 81  | Harold Hackett     | 0-0       | 5-1    | 5-1    |
| 82  | Straight Clark     | 3-0       | 2-0    | 5-0    |
| 83  | Gene Mayer         | 4-2       | 0-0    | 4-2    |
| 84  | Frank Hunter       | 3-1       | 1-1    | 4-2    |
| 85  | William Clothier   | 4-1       | 0-0    | 4-1    |
| 86  | Mackenzie McDonald | 4-1       | 0-0    | 4-1    |
| 87  | Vincent Richards   | 2-0       | 2-1    | 4-1    |
| 88  | Arthur Larsen      | 4-0       | 0-0    | 4-0    |
| 89  | Eugene Scott       | 3-0       | 1-0    | 4-0    |
| 90  | Hugh Stewart       | 2-0       | 2-0    | 4-0    |
| 91  | Harold Burrows     | 2-0       | 2-0    | 4-0    |
| 92  | Raymond Little     | 1-3       | 2-2    | 3-5    |
| 93  | Reilly Opelka      | 3-3       | 0-1    | 3-4    |
| 94  | Jared Palmer       | 1-0       | 2-4    | 3-4    |
| 95  | Frank Froehling    | 3-3       | 0-0    | 3-3    |
| 96  | MaliVai Washington | 3-2       | 0-0    | 3-2    |
| 97  | Russell Seymour    | 2-2       | 1-0    | 3-2    |
| 98  | Tom Brown          | 2-1       | 1-0    | 3-1    |
| 99  | Donald Dell        | 1-0       | 2-1    | 3-1    |
| 100 | Patrick McEnroe    | 0-0       | 3-1    | 3-1    |
| 101 | Malcolm Whitman    | 3-0       | 0-0    | 3-0    |
| 102 | Clifford Sutter    | 3-0       | 0-0    | 3-0    |

| #   | Tennista              | Singolare | Doppio | Totale |
| --- | --------------------- | --------- | ------ | ------ |
| 103 | Dick Savitt           | 3-0       | 0-0    | 3-0    |
| 104 | Brandon Nakashima     | 3-0       | 0-0    | 3-0    |
| 105 | Jan-Michael Gambill   | 2-4       | 0-1    | 2-5    |
| 106 | Alex O'Brien          | 1-1       | 1-4    | 2-5    |
| 107 | Whitney Reed          | 2-3       | 0-1    | 2-4    |
| 108 | Bobby Riggs           | 2-2       | 0-0    | 2-2    |
| 109 | Sherwood Stewart      | 0-0       | 2-2    | 2-2    |
| 110 | Bob Perry             | 1-1       | 1-0    | 2-1    |
| 111 | Grant Golden          | 1-1       | 1-0    | 2-1    |
| 112 | Dwight F. Davis       | 1-0       | 1-1    | 2-1    |
| 113 | Fred McNair           | 0-0       | 2-1    | 2-1    |
| 114 | John Doeg             | 2-0       | 0-0    | 2-0    |
| 115 | Pancho Gonzales       | 2-0       | 0-0    | 2-0    |
| 116 | Christopher Crawford  | 2-0       | 0-0    | 2-0    |
| 117 | Allen Fox             | 2-0       | 0-0    | 2-0    |
| 118 | Jay Berger            | 2-0       | 0-0    | 2-0    |
| 119 | Robby Ginepri         | 2-0       | 0-0    | 2-0    |
| 120 | Sebastian Korda       | 2-0       | 0-0    | 2-0    |
| 121 | Wilbur Coen           | 1-0       | 1-0    | 2-0    |
| 122 | Budge Patty           | 1-0       | 1-0    | 2-0    |
| 123 | William Quillian      | 1-0       | 1-0    | 2-0    |
| 124 | Frances Tiafoe        | 1-5       | 0-0    | 1-5    |
| 125 | Jonathan Stark        | 1-1       | 0-4    | 1-5    |
| 126 | Jimmy Arias           | 1-4       | 0-0    | 1-4    |
| 127 | Tim Mayotte           | 1-4       | 0-0    | 1-4    |
| 128 | Fred Alexander        | 0-2       | 1-1    | 1-3    |
| 129 | Michael Green         | 1-2       | 0-0    | 1-2    |
| 130 | Donald Young          | 1-2       | 0-0    | 1-2    |
| 131 | Chris Woodruff        | 1-1       | 0-1    | 1-2    |
| 132 | Karl Behr             | 0-2       | 1-0    | 1-2    |
| 133 | David Wheaton         | 1-1       | 0-0    | 1-1    |
| 134 | Phil Williamson       | 1-0       | 0-1    | 1-1    |
| 135 | Patrick Galbraith     | 0-0       | 1-1    | 1-1    |
| 136 | Wallace Johnson       | 1-0       | 0-0    | 1-0    |
| 137 | Denis Kudla           | 1-0       | 0-0    | 1-0    |
| 138 | Christopher Eubanks   | 1-0       | 0-0    | 1-0    |
| 139 | Marcos Giron          | 1-0       | 0-0    | 1-0    |
| 140 | Alex Michelsen        | 1-0       | 0-0    | 1-0    |
| 141 | Watson Washburn       | 0-0       | 1-0    | 1-0    |
| 142 | Arnold Jones          | 0-0       | 1-0    | 1-0    |
| 143 | Ron Holmberg          | 0-0       | 1-0    | 1-0    |
| 144 | Paul Annacone         | 0-0       | 1-0    | 1-0    |
| 145 | Robert Wrenn          | 0-2       | 0-1    | 0-3    |
| 146 | Melville Hammond Long | 0-2       | 0-1    | 0-3    |
| 147 | Joey Rive             | 0-2       | 0-1    | 0-3    |
| 148 | Justin Gimelstob      | 0-1       | 0-2    | 0-3    |
| 149 | Scott Davis           | 0-1       | 0-1    | 0-2    |
| 150 | Ben Shelton           | 0-1       | 0-1    | 0-2    |
| 151 | Thomas Bundy          | 0-0       | 0-2    | 0-2    |
| 152 | Vince Spadea          | 0-1       | 0-0    | 0-1    |
| 153 | Taylor Dent           | 0-1       | 0-0    | 0-1    |
| 154 | George Wrenn          | 0-0       | 0-1    | 0-1    |
| 155 | Joseph Hunt           | 0-0       | 0-1    | 0-1    |
| 156 | David Pate            | 0-0       | 0-1    | 0-1    |
| 157 | Jim Grabb             | 0-0       | 0-1    | 0-1    |
| 158 | Donald Johnson        | 0-0       | 0-1    | 0-1    |

## Andamento
La seguente tabella riflette l'andamento della squadra dal 1990 ad oggi.
| Pos.           | 90  | 91 | 92  | 93 | 94 | 95  | 96 | 97 | 98 | 99 | 00 | 01 | 02 | 03 | 04 | 05 | 06 | 07  | 08 | 09 | 10 | 11 | 12 | 13 | 14 | 15 | 16 | 17 | 18 | 19 | 21 | 22 | 23 | 24 |
| -------------- | --- | -- | --- | -- | -- | --- | -- | -- | -- | -- | -- | -- | -- | -- | -- | -- | -- | --- | -- | -- | -- | -- | -- | -- | -- | -- | -- | -- | -- | -- | -- | -- | -- | -- |
| Campione       | 29° |    | 30° |    |    | 31° |    |    |    |    |    |    |    |    |    |    |    | 32° |    |    |    |    |    |    |    |    |    |    |    |    |    |    |    |    |
| Finalista      |     |    |     |    |    |     |    |    |    |    |    |    |    |    |    |    |    |     |    |    |    |    |    |    |    |    |    |    |    |    |    |    |    |    |
| SF             |     |    |     |    |    |     |    |    |    |    |    |    |    |    |    |    |    |     |    |    |    |    |    |    |    |    |    |    |    |    |    |    |    |    |
| QF             |     |    |     |    |    |     |    |    |    |    |    |    |    |    |    |    |    |     |    |    |    |    |    |    |    |    |    |    |    |    |    |    |    |    |
| OF             |     |    |     |    |    |     |    |    |    |    |    |    |    |    |    |    |    |     |    |    |    |    |    |    |    |    |    |    |    |    |    |    |    |    |
| Qualificazioni | x   | x  | x   | x  | x  | x   | x  | x  | x  | x  | x  | x  | x  | x  | x  | x  | x  | x   | x  | x  | x  | x  | x  | x  | x  | x  | x  | x  | x  |    |    |    |    |    |
| Gruppo I       |     |    |     |    |    |     |    |    |    |    |    |    |    |    |    |    |    |     |    |    |    |    |    |    |    |    |    |    |    |    |    |    |    |    |
| Gruppo II      |     |    |     |    |    |     |    |    |    |    |    |    |    |    |    |    |    |     |    |    |    |    |    |    |    |    |    |    |    |    |    |    |    |    |
| Gruppo III     | x   | x  |     |    |    |     |    |    |    |    |    |    |    |    |    |    |    |     |    |    |    |    |    |    |    |    |    |    |    |    |    |    |    |    |
| Gruppo IV      | x   | x  | x   | x  | x  | x   | x  |    |    |    |    |    |    |    |    |    |    |     |    |    |    |    | x  | x  | x  | x  | x  | x  | x  | x  | x  | x  | x  | x  |

Legenda
- Campione: La squadra ha conquistato la Coppa Davis.
- Finalista: La squadra ha disputato e perso la finale.
- SF: La squadra è stata sconfitta in semifinale.
- QF: La squadra è stata sconfitta nei quarti di finale.
- OF: La squadra è stata sconfitta negli ottavi di finale (1º turno).
- Qualificazioni: La squadra è stata sconfitta al turno di qualificazione. Dal 2019 sostituito dal Round Robin.
- Gruppo I: La squadra ha partecipato al Gruppo I della propria zona di appartenenza.
- Gruppo II: La squadra ha partecipato al Gruppo II della propria zona di appartenenza.
- Gruppo III: La squadra ha partecipato al Gruppo III della propria zona di appartenenza.
- Gruppo IV: La squadra ha partecipato al Gruppo IV della propria zona di appartenenza.
- x: Ove presente, la x indica che in quel determinato anno, il Gruppo in questione non è esistito.